# Porto di Anzio
Il porto di Anzio (sigla internazionale UN/LOCODE: IT ANZ) è un'infrastruttura portuale situata sul mare Tirreno dedicata al turismo, alla pesca commerciale e al diporto nautico.
Secondo la classificazione nazionale dei porti italiani, quello di Anzio in virtù del regio decreto n. 5820 del 11 ottobre 1888 è un porto di 2ª categoria, 3ª classe.

## Storia
Fin dal dominio dei Volsci, Anzio controllava una cittadella fortificata che fungeva da porto ed emporio, il Cenone, la cui ubicazione è tuttora ignota in quanto alcune fonti la pongono a Capo d'Anzio, altre fonti presso la foce del Loricina (oggi nel comune di Nettuno), e altre ancora presso la foce del fosso Sant'Anastasio (in località Colle Rotondo, nel comune di Anzio).
Il Cenone venne distrutto nel 338 a.C., quando Anzio divenne colonia romana.

### Porto neroniano
L'Imperatore Nerone, nato proprio ad Anzio, incaricò due celebri architetti, Severo e Celere, di ridare ad Anzio un nuovo porto. Il porto era costituito da due bracci: quello di ponente, la cui origine è ancora visibile; e quello di levante, che si originava dove oggi sorge la Chiesa dei Santi Pio e Antonio. L'intero porto arrivava a chiudersi come una cupola e le sue banchine erano dotate di numerose aperture che facilitavano il flusso delle correnti e consentivano un costante ricambio dell’acqua, eliminando quasi completamente l’insabbiamento.

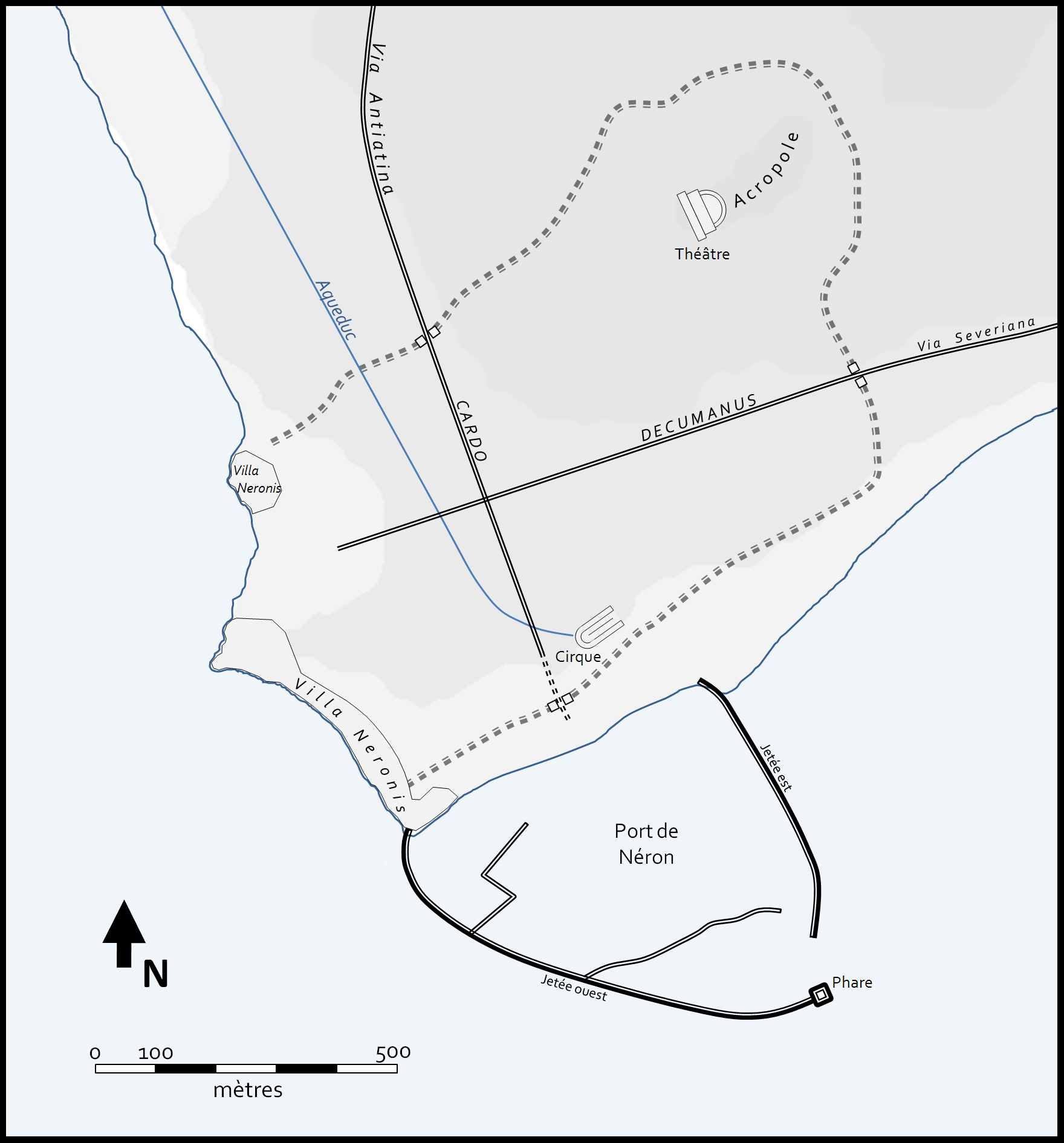
Pianta dell'antica Anzio

La sua apertura era protetta da un antimurale che oltre a contenere la risacca consentiva l’agibilità da levante e da ponente. A levante, nella zona attualmente occupata dal moletto Pamphili, vi era un terzo braccio che faceva da approdo di sosta.
Le dimensioni del porto neroniano erano tali da far pensare ad una intensa attività commerciale.
Con la caduta dell'impero romano e l'abbandono di Anzio a causa delle devastazioni, dei saccheggi e delle scorribande ad opera dei Vandali, degli Ostrogoti e dei Saraceni, il porto neroniano rimase per oltre mille anni senza alcuna manutenzione.

### Porto innocenziano
Il 2 febbraio 1691, il Cardinale Antonio Pignatelli, salpato da Napoli alla volta di Roma per il conclave, fu colto da una violenta tempesta e trovò rifugio proprio presso l'antico porto neroniano.
Il cardinale promise ai pochi abitanti del luogo che si erano prodigati nell'ospitarlo di ricostruire il porto di Anzio se fosse stato eletto al soglio pontificio.
Eletto pontefice col nome di Innocenzo XII, questi incaricò l'illustre ingegnere Carlo Fontana di procedere alla ricostruzione del porto e mantenere la promessa data. Fontana propose di ripristinare il porto neroniano, recuperando i due bracci di ponente e di levante e l'antimurale davanti all'apertura. La struttura di base dell'antico porto imperiale sarebbe rimasta sostanzialmente inalterata ma in scala ridotta.
Il preventivo dell’opera fu di 60000 scudi, cifra che destò la preoccupazione del pontefice che vedeva molto costoso il tener fede alla sua promessa.
Per tale ragione consultò un altro architetto, Alessandro Zinaghi. Questi, dopo un rapido sopralluogo, propose di costruire un braccio ex novo perpendicolare al braccio di levante del vecchio porto, preventivando una spesa di 20000 scudi e configurando comunque un ampio bacino. La curia approvò quindi il progetto di Zinaghi.

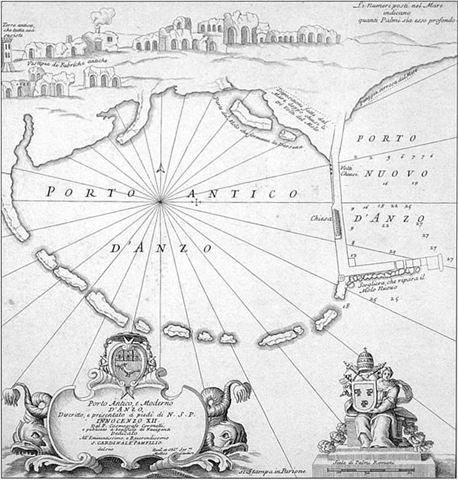
Pianta di Anzio del XVIII secolo, con il porto neroniano e innocenziano

Le cose però andarono ben diversamente da quanto previsto. Il nuovo braccio non era in grado di proteggere dai venti e dalle mareggiate del II e III quadrante che lo devastavano in corso d’opera e il costo della realizzazione superò di gran lunga la somma preventivata. Lo stesso architetto, resosi conto degli inconvenienti del progetto, abbandonò i lavori del porto ancora in costruzione e fuggì vestito da frate cercando rifugio nel Regno di Napoli.
L’insabbiamento era così grave che intorno al 1710 fu deciso di prolungare il molo Innocenziano e di costruire una nuova banchina a levante, davanti a Villa Pamphili (oggi Villa Adele). Ciò non bloccò il continuo ingresso di banchi di sabbia nel porto e per questo la costruzione del nuovo molo fu presto interrotta perché ritenuta inutile.
Per mantenere attivo il porto si decise allora di attuare una continua opera di dragaggio. Venne quindi costruito un canale per l'espurgo delle acque in modo da scaricare la sabbia e il fango all’interno del vecchio porto neroniano, che si interrò dalla metà del braccio di levante sino alla base del braccio di ponente.
Nonostante i problemi strutturali del porto, questo costituì comunque la base sulla quale venne edificata la moderna città di Anzio. Vennero infatti costruite opere come l’arsenale, un fortino all’estremità del molo e la chiesetta di Sant'Antonio in corrispondenza di quello che è l'attuale edificio della guardia costiera.

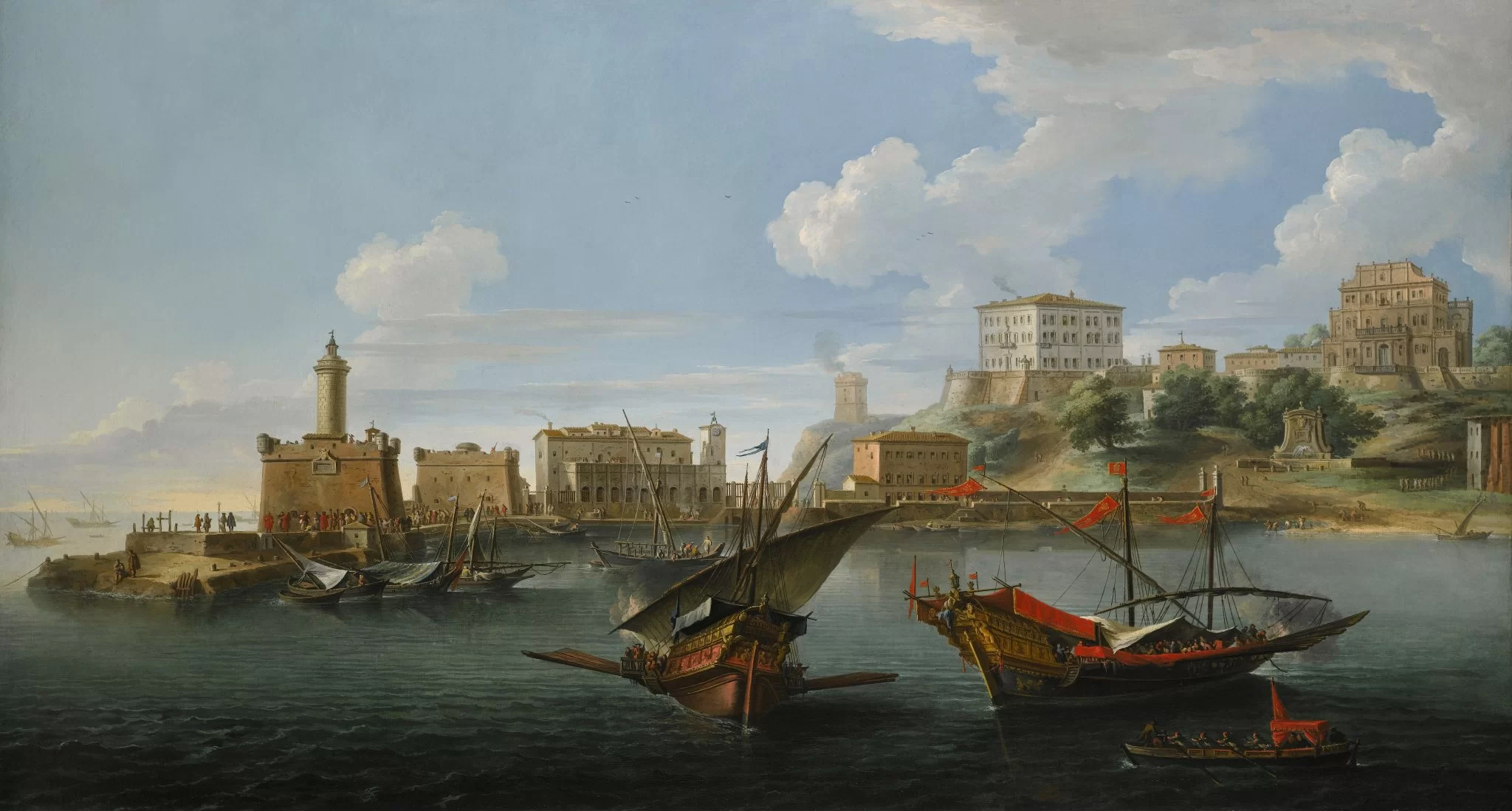
Il porto di Anzio in un dipinto del XVIII secolo

Le infrastrutture portuali andarono incontro a distruzioni e bombardamenti in due occasioni: 
- Il 5 ottobre del 1813, quando una formazione di navi inglesi aprì il fuoco contro delle postazioni francesi che si erano installate ad Anzio dopo che Napoleone Bonaparte occupò lo Stato Pontificio. I bombardamenti portarono anche alla distruzione dell'antica Torre di Capo d'Anzio, al cui posto sorge il faro di Capo d'Anzio (voluto da Papa Pio IX nel 1860);
- Tra il 22 gennaio e il 26 maggio del 1944, in seguito alla battaglia di Anzio tra l'esercito alleato e quello tedesco che portò alla distruzione di gran parte degli edifici della città, tra cui l'arsenale presente sul molo Innocenziano.

## Descrizione
Dal porto di Anzio si snodano il moletto Pamphili, il molo Neroniano (52 m), quello Innocenziano e una banchina destinata alla pesca, con 45 punti di attracco e lunga 200 metri.
Il molo Pamphili è riservato alle sole imbarcazioni da diporto. Nel molo Neroniano, invece, vengono attraccate le imbarcazioni di dimensioni maggiori. Le banchine del molo Innocenziano sono riservate alle imbarcazioni da diporto, al traffico commerciale e agli ormeggi degli aliscafi diretti alle isole Pontine.
Sempre sul molo Innocenziano è situato il mercato ittico destinato ai consumatori. I pescherecci che ormeggiano al Porto di Anzio sono circa 60 e le tonnellate di pescato sono circa 800 l’anno.

## Collegamenti
Il porto di Anzio è raggiungibile dalle strade:
- Strada statale 207 Nettunense
- Strada statale 601 Ostia-Anzio

È servito dal treno:
- FL8 Roma Termini - Nettuno, lungo la linea ferroviaria c'è la stazione di Anzio che lo collega indirettamente alle altre stazioni principali della linea e alla metropolitana di Roma.

Fino al 1975 il porto era direttamente collegato alla stazione di Anzio. Il raccordo portuale venne abbandonato e smantellato con la graduale diminuzione del traffico di merci dal porto di Anzio.

Mappa dei tracciati ferroviari di Anzio e Nettuno

Un servizio di aliscafi della società Vetor (70 minuti) e di navi veloci della società Laziomar(1h e 40m)collegano il porto di Anzio con l'isola di Ponza